# Tony Thompson
Tony Thompson (15 de novembro de 1954 – 12 de novembro de 2003) foi o baterista da formação original da banda de Rhythm and Blues e Funk norte-americana Chic e também baterista de estúdio com uma longa lista de trabalhos e participações.
Sua primeira aparição foi no grupo LaBelle da década de 1970, seguido por um longo período com o Chic, pioneiro da era disco, onde ele ajudou a criar sucessos como "Dance Dance Dance (Yowsah, Yowsah, Yowsah)", "Le Freak" e "Good Times".
Após o desmembramento do Chic em 1981, Thompson fez muitos trabalhos com o produtor Nile Rodgers (ex-guitarrista do Chic) e trabalhou com numerosos artistas como Diana Ross, Debbie Harry, Sister Sledge, Jody Watley, Madonna Ciccone Ritchie, Rod Stewart, Robert Palmer, Mick Jagger, and David Bowie (em seu álbum "Let's Dance" de 1983 e a subseqüente turnê "Serious Moonlight").
Durante o grande evento de caridade Live Aid de 1985, Thompson juntou-se aos membros remanescentes do Led Zeppelin no palco (junto com Phil Collins) no estádio John F. Kennedy, e foi questionado sobre uma possível integração definitiva à banda no lugar do baterista John Bonham, numa tentativa de reunião em 1986. A reunião não foi bem-sucedida porque Thompson sofreu um sério acidente de automóvel naquele ano e não estava em condições de participar.
Thompson morreu cerca de um mês após o diagnóstico de carcinoma nas células renais em novembro de 2003.